# 안동버스
안동버스(安東-)는 경상북도 안동시의 시내버스 업체이고 본사는 경상북도 안동시 강남로 79-1 (수상동)에 위치해 있다.

## 운행 노선
시내 일반 노선에는 모두 동춘여객, 경안여객과 함께 공동 배차에 참여하고 있으며, 33개의 노선을 운행하는 시내버스가 동춘여객, 경안여객과 함께 1일 간격으로 순환하면서 공동배차에 참여하고 있다.

## 현재 보유 차량
- 자일대우 NEW BS106
- 자일대우 NEW BS110
- 현대 E-에어로타운
- 현대 그린시티
- 현대 뉴 슈퍼 에어로시티

## 갤러리

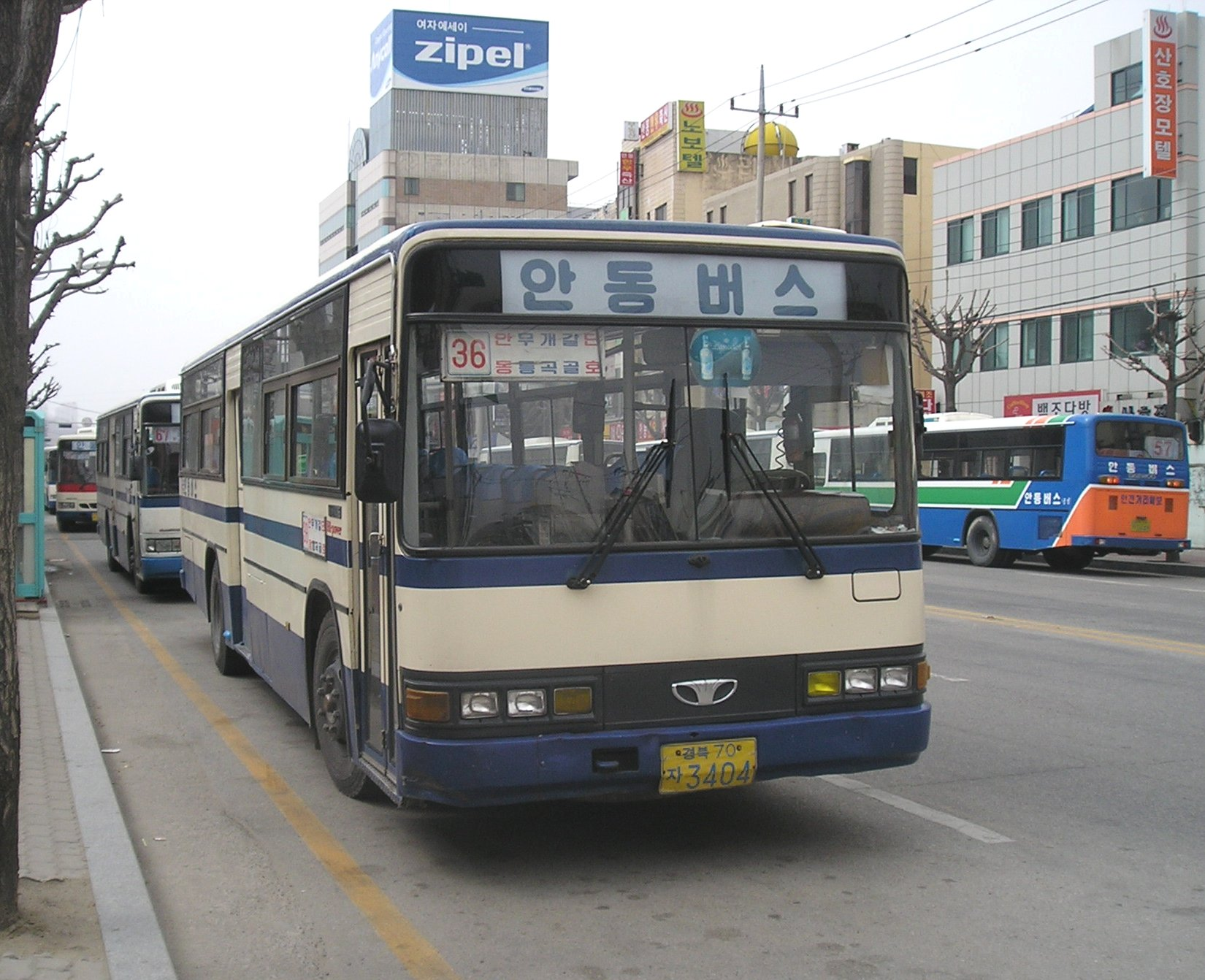
안동시내버스 36번 (대차 전)

## 같이 보기
- 동춘여객
- 경안여객